# رينولد باير
رينولد باير (بالألمانية: Reinhold Baer) هو رياضياتي ألماني، ولد في 22 يوليو 1902 في برلين في ألمانيا، وتوفي في 22 أكتوبر 1979 في زيورخ في سويسرا.